# Štark Arena
La Štark Arena (in serbo Штарк арена?) è una delle più grandi strutture polivalenti d'Europa progettata per accogliere eventi sportivi come pallacanestro, pallamano, pallanuoto, tennis e atletica, ed eventi musicali. Si trova a Belgrado, capitale della Serbia.

## Caratteristiche
L'arena è ubicata nel quartiere Blok 25, nella municipalità di Novi Beograd. La struttura misura 37.500 metri quadrati e contiene 18.386 posti a sedere.

## Storia

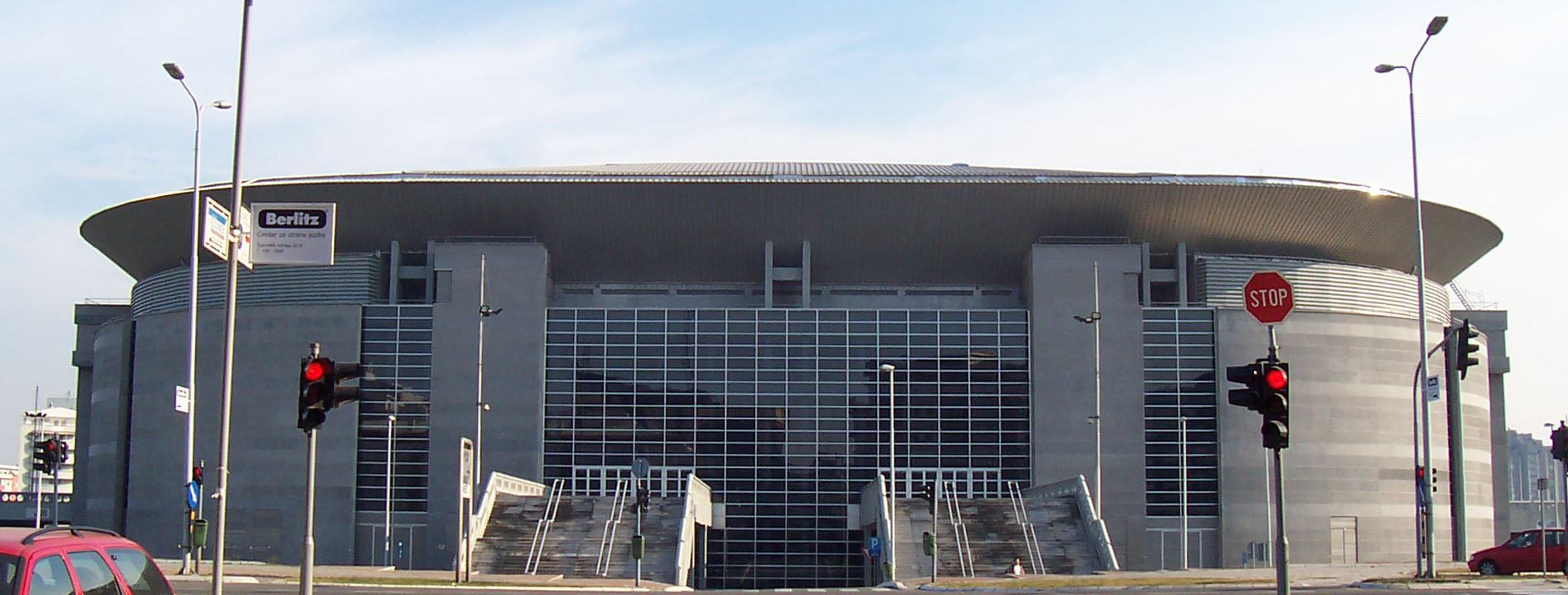
Arena, lato Ovest

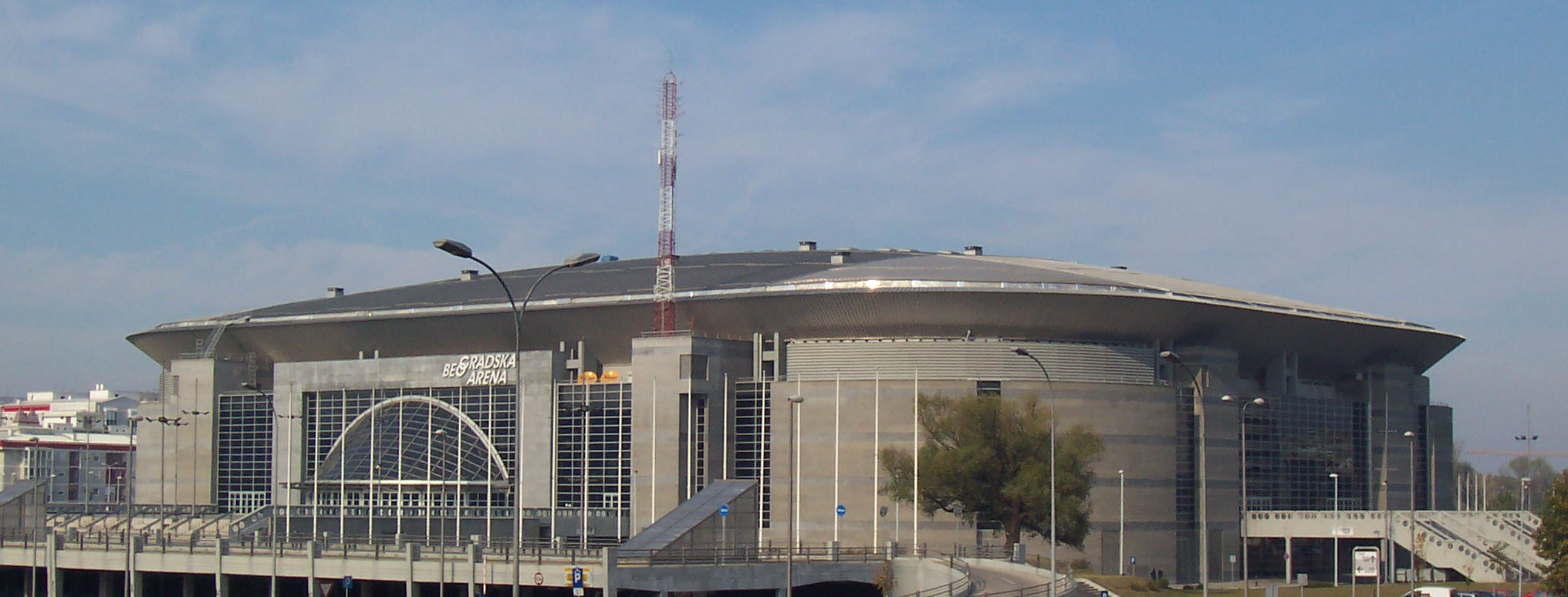
Arena, lato Sud-Est

Nel 1984, la città di Belgrado aveva chiesto di organizzare il Campionato mondiale di pallacanestro maschile del 1994. La FIBA pose la condizione che in città fosse costruito un nuovo palazzo dello sport che contenesse 20 000 spettatori. Fu scelto, tra i tanti presentati, il progetto dell'architetto Vlada Slavica, e, nel 1991, s'individuò il quartiere Blok 25 come sede della nuova arena. Nel 1992, a soli due anni dall'evento, un'équipe di 126 imprese coordinate da due architetti iniziò i lavori.
Nel frattempo, erano già cominciati i conflitti tra il potere centrale jugoslavo e le nazioni che chiedevano l'indipendenza; nonostante le guerre e le sanzioni imposte a Belgrado dall'ONU, i lavori proseguirono, ma nel 1993 rallentarono a causa della gravissima crisi economica e della fortissima inflazione del Dinaro che colpì la neonata Repubblica Federale di Jugoslavia. A quel punto, la città perse il diritto di accogliere i campionati di pallacanestro per cui l'arena era stata ideata.
La mancanza di denaro e, quindi, di materiale, fece progredire i lavori lentissimamente fino al 1995, quando furono interrotti. La costruzione riprese solo nel 1998, e Belgrado chiese ed ottenne di ospitare nell'Arena i campionati di tennis tavolo che si sarebbero tenuti nel 1999. Nel '99, però, s'inasprì la guerra del Kosovo che vedeva fronteggiarsi l'esercito jugoslavo e gli indipendentisti albanesi dell'UÇK. La NATO decise di bombardare le città serbe tra cui Belgrado. I lavori per la costruzione dell'arena si arrestarono nuovamente, e la città perse il diritto di ospitare anche i campionati di tennis da tavolo. Nel 2000, il presidente jugoslavo Slobodan Milošević si dimise, le sanzioni internazionali furono ritirate e il Paese, con il nuovo governo, iniziò un processo di uscita dalla crisi. L'Arena continuò ad essere costruita; fu inaugurata il 31 luglio 2004, quando Belgrado era ormai la capitale del nuovo Stato di Serbia e Montenegro, e poté aprire le porte agli spettatori con un permesso temporaneo di agibilità.
Il 16 settembre 2005 iniziarono i campionati europei di basket che, finalmente, la città riuscì ad aggiudicarsi. Nel gennaio 2006 il permesso temporaneo scadde e, dopo il completamento delle opere antincendio e degli ascensori, il 4 novembre 2006 ottenne l'agibilità definitiva.
Il 18-20 marzo 2022 ha ospitato i campionati del mondo di atletica leggera indoor, mentre a settembre dello stesso anno i campionati mondiali di lotta. Nel settembre 2023 ha ospitato per la seconda volta i mondiali di lotta.

## Manifestazioni

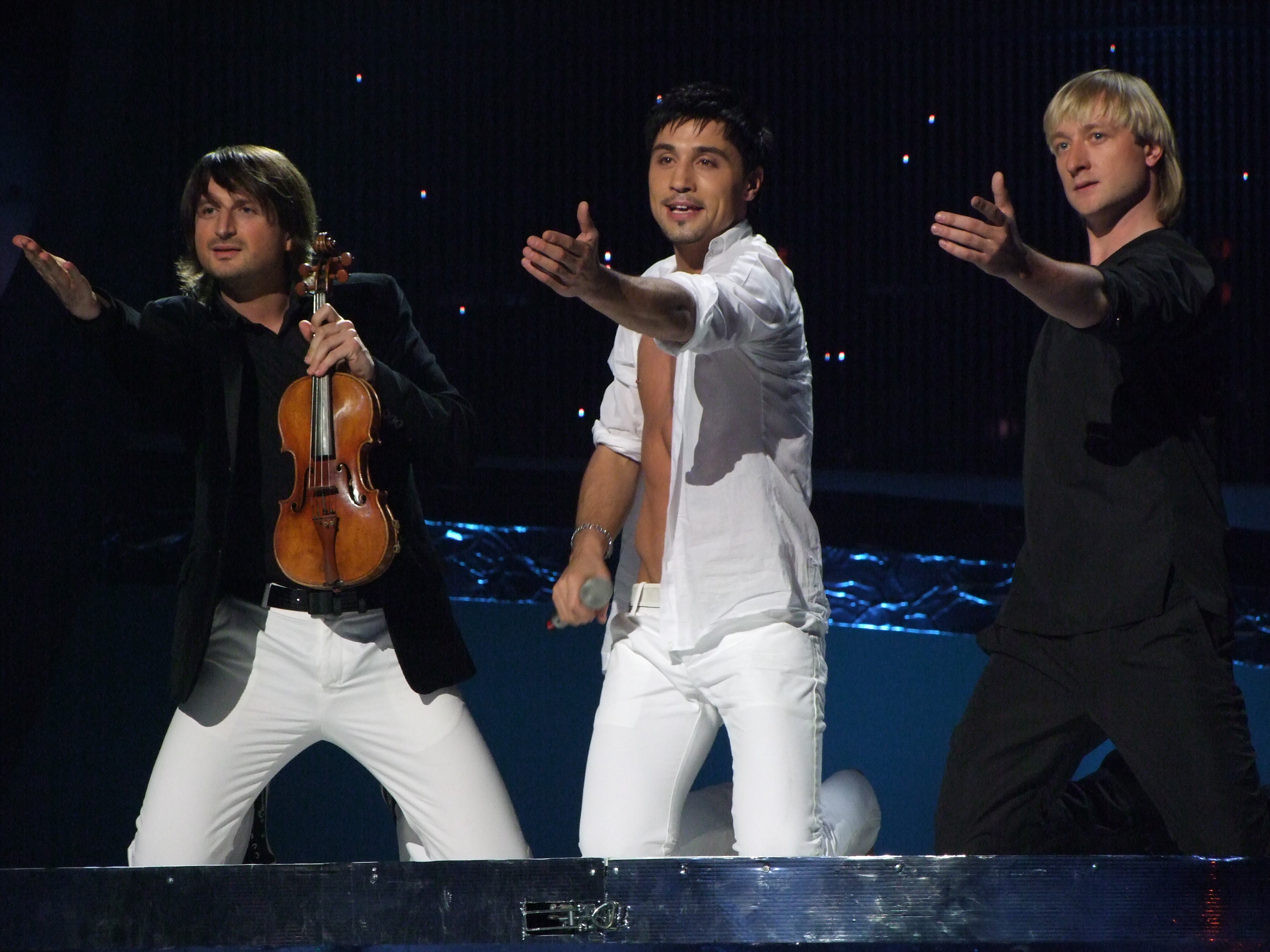
Finale Eurovision Song Contest 2008

Dopo lo svolgimento dei campionati europei di pallacanestro del 2005, nella Beogradska Arena sono stati ospitati numerosi eventi spostivi, tra cui il campionato europeo maschile di pallavolo 2005, quello di tennis tavolo del 2007, quello di judo nello stesso anno.
Concerti e manifestazioni sono regolarmente ospitati nella struttura.
Il primo artista ad esibirsi all'Arena fu il cantante pop serbo-bosniaco Zdravko Čolić, con due concerti il 15 e 16 ottobre 2005.
Diversi artisti internazionali si sono esibiti nell'Arena: tra loro, Phil Collins, Anastacia, 50 Cent, RDB, Lenny Kravitz, Rihanna, Rammstein, The Chemical Brothers, Guns N' Roses, José Carreras e Andrea Bocelli.
Nel complesso si tengono periodicamente fiere, congressi politici, spettacoli circensi e festival musicali. Nel maggio del 2008 si è tenuta l'edizione serba dell'Eurovision Song Contest, il Festival europeo della canzone.
Nel dicembre 2010 ha ospitato la finale di Coppa Davis tra Serbia e Francia.
Nella finale dei Europei di Pallanuoto 2016 tra Serbia e Montenegro sono stati registrati 18 473 spettatori, che è il record per quanto riguarda una partita di pallanuoto.

## Concerti

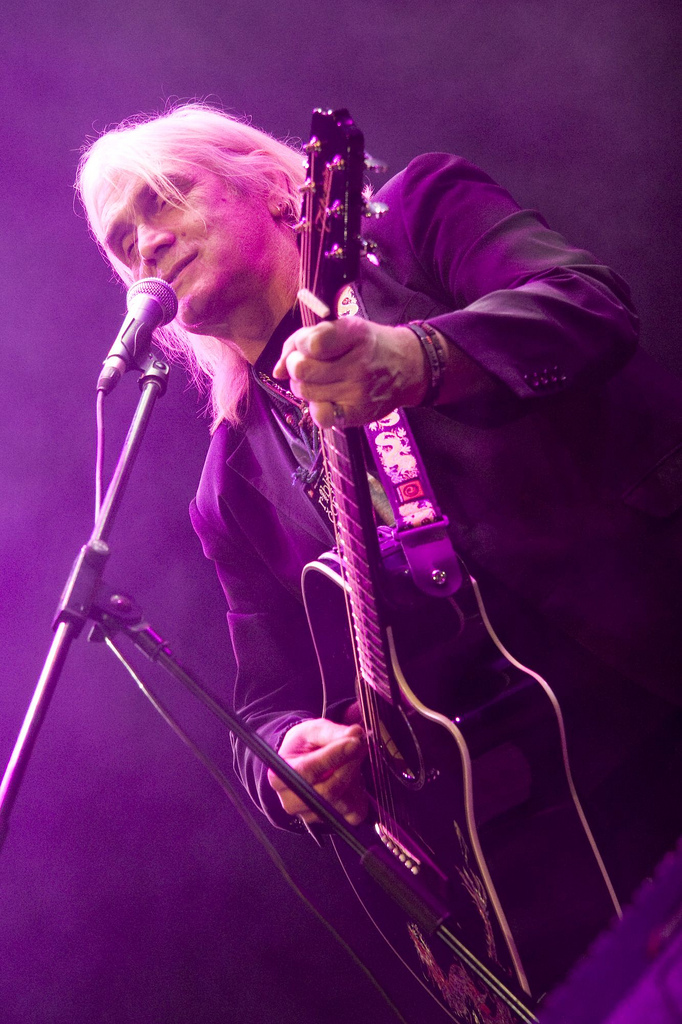
La rock band serba Riblja Čorba in un concerto all'arena nel 2009

- Phil Collins - First Final Farewell Tour, 28 ottobre 2005
- Andrea Bocelli – 15 novembre 2005
- 50 Cent – 6 novembre 2006
- Bajaga i Instruktori – 23 dicembre 2006
- Toše Proeski – 14 febbraio 2007
- Riblja Čorba – 10 marzo 2007
- Busta Rhymes – 17 aprile 2007
- Željko Joksimović – 20 aprile 2007
- Van Gogh – 19 maggio 2007
- Gipsy Kings – 1º giugno 2007
- The Chemical Brothers – 13 giugno 2007
- Kaiser Chiefs – 19 giugno 2007
- Muse – 7 ottobre 2007
- Joe Cocker – 9 novembre 2007
- Rihanna - Good Girl Gone Bad Tour, 24 novembre 2007
- José Carreras – 23 febbraio 2008
- Chris Rea – 4 marzo 2008
- Nick Cave and the Bad Seeds – 4 giugno 2008
- Julio Iglesias – 9 giugno 2008
- Mark Knopfler – 10 giugno 2008
- Lenny Kravitz – 24 luglio 2008
- RBD – Empezar desde Cero Tour 2008, 7 settembre 2008
- Alicia Keys – As I Am Tour, 11 ottobre 2008
- Queen + Paul Rodgers – Rock the Cosmos Tour, 29 ottobre 2008
- Aca Lukas – 3 novembre 2008
- Jean-Michel Jarre – Oxygene 30th Anniversary Tour, 8 novembre 2008
- RBD – Gira Del Adios World Tour, 18 dicembre 2008
- Iron Maiden – Somewhere Back in Time World Tour, 10 febbraio 2009
- Ennio Morricone e la Roma Sinfonietta – 14 febbraio 2009
- Pussycat Dolls – World Domination Tour, 25 febbraio 2009
- Il Divo – 26 marzo 2009
- David Guetta,  Kelly Rowland – 9 maggio 2009
- Enrique Iglesias – 22 maggio 2009
- Macy Gray – 24 maggio 2009
- Slipknot – All Hope Is Gone World Tour, 17 giugno 2009
- Leonard Cohen – 2 settembre 2009
- Severina Vučković – 17 ottobre 2009
- ZZ Top – Necessity is a Mother Tour, 18 ottobre 2009
- Riblja Čorba – 31 ottobre 2009
- Eros Ramazzotti – 5 novembre 2009
- Underworld – 10 novembre 2009
- Simple Minds – Graffiti Soul Tour, 11 novembre 2009
- Tom Jones – 13 novembre 2009
- Van Gogh – 28 novembre 2009
- Backstreet Boys – This Is Us Tour, 15 dicembre 2009
- Air – 10 febbraio 2010
- Spandau Ballet – 26 febbraio 2010
- Rammstein – 20 marzo 2010
- Tokio Hotel – 28 marzo 2010
- David Guetta – 8 maggio 2010
- Marija Šerifović – 11 maggio 2010
- Elton John – 3 giugno 2010
- Bob Dylan – Never Ending Tour, 6 giugno 2010
- Eric Clapton e Steve Winwood – 9 giugno 2010
- Massive Attack – 25 giugno 2010
- Guns N' Roses – Chinese Democracy Tour Series, 23 settembre 2010
- Aca Lukas – 3 e 4 novembre 2010
- Gotan Project – 17 novembre 2010
- Anahí – 20 dicembre 2010
- Aca Lukas – 23 dicembre 2010
- Vanessa Mae – 27 febbraio 2011
- Faithless – 22 marzo 2011
- Guano Apes – 10 aprile 2011
- Shakira – 9 maggio 2011
- Hurts – 25 maggio 2011
- Joe Cocker – 29 maggio 2011
- The Cult – 4 giugno 2011
- Sting – Symphonicity Tour, 8 giugno 2011
- Whitesnake e Judas Priest – Epitaph World Tour, 1º luglio 2011
- Carlos Santana – 6 luglio 2011
- Slash – 31 luglio 2011
- Bryan Ferry – 20 settembre 2011
- Fatboy Slim – 23 settembre 2011
- Jean-Michel Jarre – 10 ottobre 2011
- Lepa Brena – 20 e 21 ottobre 2011
- Berezovskij – 26 ottobre 2011
- Sade – 30 ottobre 2011
- Aca Lukas – 3 novembre 2011
- Montserrat Caballé – 6 novembre 2011
- Dino Merlin – 25 e 27 novembre 2011
- Edvin Marton e la Wiener Johann Strauss Orchester – 14 dicembre 2011
- Wadaiko Yamato – 28 febbraio 2012
- Pink Martini – 31 maggio 2012
- ZAZ – 1º giugno 2012
- Il Divo – 22 settembre 2012
- Nina Badrić – 26 ottobre 2012
- Steve Vai – 30 ottobre 2012
- Aca Lukas – 3 novembre 2012
- Jennifer Lopez – Dance Again Tour, 20 novembre 2012
- Rammstein – 28 aprile 2013
- Mark Knopfler – 30 aprile 2013
- Andrea Bocelli – 11 maggio 2013
- Anastacia – Resurrection World Tour, 1 luglio 2015
- Enrique Iglesias - Sex and Love Tour, 10 maggio 2016
- 2Cellos - 25 marzo 2017
- Chick Corea Elektric Band - 1 luglio 2017
- Sting - 57th & 9th World Tour, 17 settembre 2017
- Nick Cave and the Bad Seeds - 28 ottobre 2017
- Luis Fonsi - Love + Dance World Tour, 24 novembre 2017
- Kraftwerk - 24 febbraio 2018